# Morchella dunensis
Morille des dunes
Espèce
Morchella dunensis, la Morille des dunes, est une espèce de champignons comestibles de la famille des Morchellaceae (ordre des Pezizales). Très proche de M. vulgaris, elle est caractérisée par sa préférence pour les milieux sableux et sa vallécule développée.

## Taxonomie
Le nom correct complet (avec auteur) de ce taxon est Morchella dunensis (Castañera & G.Moreno) Clowez, 1997.
Le basionyme de ce taxon est : Morchella esculenta f. dunensis Castañera, J.L.Alonso & G.Moreno, 1996

### Synonymes
Morchella dunensis a pour synonymes :
- Morchella andalusiae Clowez & L.Romero, 2012
- Morchella dunensis (Castañera & G.Moreno) Clowez, 1997
- Morchella esculenta f. dunensis Castañera, J.L.Alonso & G.Moreno, 1996
- Morchella esculenta var. dunensis (Castañera, J.L.Alonso & G.Moreno) Blanco-Dios, 2015
- Morchella spongiola var. dunensis R.Heim, 1957

## Description du sporophore
Son chapeau mesure 2,5 à 8 cm x 2,5 à 6 cm, typiquement rond écrasé, il est grisâtre puis ochracé. Ses alvéoles sont labyrinthiques, étroits et mal alignés. Ses crêtes roussissent au toucher et il possède une pseudovallécule étroite et profonde.
Le pied mesure 2 à 3,5 cm x 1 à 2,5 cm, il est court, épaissi à la base. Il forme souvent une carotte mycélienne dans le sable pouvant longuement s'étendre. 
Sa chair dégage une odeur forte aromatique sur le frais, plus ou moins marine.

## Habitat et distribution
C'est une espèce mycorhizienne, printanière, nitro-xérophile, venant dans les terrains sableux, en relation avec de nombreuses plantes herbacées et ligneuses.

## Comestibilité
C'est un comestible réputé, toxique cru ou mal cuit, devant être consommé après une cuisson complète, de préférence après dessication puis réhydratation. Cependant, il est assez dur de réussir à se débarrasser de tous les grains de sables logés entre les alvéoles de cette espèce.

## Confusions possibles
- Morchella vulgaris qui a des alvéoles nettement verruqueuses et une vallécule moins marquée.
- Morchella esculenta qui a des alvéoles non labyrinthiques, de même diamètre en tout point, et généralement pas de vallécule et pas d'odeur marquée.